# شاندیز
شاندیز شهری در استان خراسان رضوی در شمال شرق ایران است. از ویژگی‌های شاندیز، دره‌های سرسبز و پرآبی است، که به همراه درختان کهنسال، گل‌های وحشی، آب و هوای معتدل شاندیز و رودخانه‌های روانی که از دامنه‌های شمالی کوه‌های بینالود سرچشمه می‌گیرند مناظر زیبایی را آفریده‌اند، رودهای مغان، مج، مایان، دِهبار، جاغرق، کَنگ و زُشک از جمله این رودها می‌باشند. شاندیز در ۱۵ کیلومتری شمال غربی مشهد قرار دارد و غذای مشهور آن شیشلیک است.

## موقعیت جغرافیایی
شهر سردسیر و ییلاقی شاندیز از سطح دریا ۱۴۰۰ متر ارتفاع دارد و در طول جغرافیایی ۵۹ درجه و ۱۷دقیقه و عرض جغرافیایی ۳۶ درجه و ۲۳ دقیقه جای گرفته است. این شهر از شمال به میان‌ولایت و از جنوب به شهرستان نیشابور و از مشرق با طرقبه و از غرب با گلمکان و گلبهار مجاور می‌باشد و دارای وسعتی حدود ۳۷٬۸۲۵ کیلومتر مربع است. شاندیز در دامنه‌های شمالی سلسله ارتفاعات کوه بینالود قرار گرفته است. این شهر دارای پوشش گیاهی انبوه و متراکمی از درختان و فضای سبز می‌باشد. طبق مصوبه دولت در مهر سال ۸۶ شهر شاندیز و شهر طرقبه از بخش به‌طور مشترک به شهرستان طرقبه شاندیز ارتقاء یافتند.

## آب و هوا
آب و هوای شهر شاندیز معتدل می‌باشد و با توجه به طبیعت سرسبز، پوشش گیاهی، درختان انبوه و متراکم، رودخانه، ارتفاعات جنوبی و غربی شهر، در تابستان‌ها آب و هوایی خنک و زمستان‌هایی بسیار سرد دارد. میانگین دمای سالانه آن نیز ۲۵ درجه سانتیگراد می‌باشد.

## جمعیت
بر پایه سرشماری عمومی نفوس و مسکن در سال ۱۳۹۵ جمعیت این شهر ۱۳٬۹۸۷ نفر (در ۴٬۳۴۲ خانوار) بوده است.

## تاریخچه
شاندیز یک منطقهٔ کهن تاریخی است و یافته‌های باستانشناسی سکونت انسان در آن را به بیش از چهار هزار سال پیش می‌رساند. با توجه به شواهد این منطقه قبل از ورود دین اسلام نیز مسکونی بوده و چون راه تابستانیِ قدیمِ مشهد به نیشابور از این منطقه می‌گذشته، رونق فراوانی داشته است. در دوره‌های تاریخی مختلف شاندیز در مسیر جاده‌های تجاری مهم قرار داشت.
در زمان آل‌بویه و سلجوقیان، شاندیز از مراکز مهم فرهنگی و اقتصادی محسوب می‌شد و کاخ‌ها، باغ‌ها و مناظر طبیعی زیبایی پدید آمد. در دوره غزنویان و سلجوقیان خراسان، شاندیز عملاً ویران و تمدنش فروپاشید. بسیاری از بناها و معابد، نابود شدند.
در زمان تیموریان و حکومت صفویان کاروانسرای رباط ویرانی در این منطقه بنا شد. در این دوره، شاندیز به کشاورزی پیشرفته و باغداری هم مشهور بود.
به توپ بستن قلعه تاریخی شاهاندژ (شاندیز) توسط حسام‌السلطنه حاکم خراسان در عهد قاجاریه یکی از مهم‌ترین حوادث تاریخی این شهرستان است که در کتاب روضه‌الصفای ناصری بدان اشاره شده است.
سردار یوزباشی حسن خان شاهاندژی در جریان حملهٔ قاجار به شاندیز خطاب به مهاجمان گفته است:
آهای سلطان جواد خیال کردی که اینجا هم سبزوار است تا بتوانی با حیله و نیرنگ به تصرف درآوری اینجا شاهان دژ یعنی شاه قلعه‌های ایران و بلای جان دشمنان، از همین راه که آمدی برگرد و بی جهت سربازان مادر مرده را به کشتن مده
این واقعه به علت نافرمانی مردم شاندیز (شاهاندژ) از ناصرالدین شاه و در زمان امیرکبیر در جریان سرکوب شورش حسن‌خان سالار توسط توسط حسام‌السلطنه صورت گرفته است. مردم شاندیز به فرماندهی سردار یوزباشی حسن خان شاهاندژی (شاندیزی) و یوزباشی هادی سرکرده شمخالچی در مقابل سپاه قاجار مقاومت کرده و بعد از مقاومت چندروزه، قلعه شاهاندژ به توپ بسته شده و هر دو سردار به توپ بسته می‌شوند. شهرداری شاندیز در سال ۱۳۲۳ هجری شمسی تأسیس شده است.

## وجه تسمیه
در کتاب مطلع‌الشمس از اعتماد السلطنه دربارهٔ وجه تسمیه این شهر گفته شده، شاندیز را قبلاً «شاه‌دژ» یا «شاه‌دیز» به معنای شاه‌قلعه می‌نامیدند و در ابتدا مردم شاندیز به خاطر در امان بودن از حملات راهزنان و همچنین استفاده از موقعیت منطقه‌ای در بالای تپه‌ای مشرف به رودخانه و در قلعه شاندیز مسکن داشته و از سال‌های ۷۸۰ تا ۸۰۰ هجری قمری به محل فعلی شهر نقل مکان کرده‌اند. روضه الصفا شاندیز را شاهان دژ به معنی قلعه منسوب به شاهان نامیده است.

درخت چنار کهنسال، نماد شهرداری شاندیز بر روی یک خودروی سازمانی شهرداری شهر شاندیز

نماد شهر شاندیز درخت چنار ۲۷۰۰ ساله این شهر است که برای نشان و آرم شهرداری شاندیز نیز به کار رفته است. به گفته اهالی داخل تنه این درخت قطور آنقدر وسیع بوده که در داخل آن چند مغازهٔ قهوه‌خانه، قصابی و کفاشی و… وجود داشته است. اطراف این چنار در حال حاضر میدان امام خمینی، مرکز شهر شاندیز است که به‌طور فعال به عنوان مرکز سیاسی اجتماعی اقتصادی شناخته می‌شود و مرکز تجمع و گرد همایی‌ها و مراسم مختلف مردم شهر شاندیز است.

## زیست‌بوم
پوشش گیاهی به شرح زیر:
- درختان مثمر: آلو، زردآلو، هلو، گردو، گیلاس، سیب، توت.
- درختان غیر مثمر: سپیدار، اشن، چنار، زبان گنجشک، اقاقیا، صنوبر.
- گونه‌های درختچه ای: سماق، زرشک، نسترن، آلبالوی وحشی، گل گزی، شیرخشت.
- گیاهان دارویی: پونه، چای کوهی، اسطوخودوس، ریواس، کاکوتی، کلپوره، ختمی، گلپر، موسیر، بابونه، بارهنگ، شاه‌تره، کاسنی، شیرین‌بیان، شقایق، سریش، کنگر، زیره سیاه، بومادران، تره وحشی.
- در حاشیهٔ رودخانه‌ها: تمشک، غازیاغی، گزنه، بارهنگ، پونه، گل زوفا، بنفشه معطر، درمنه.
- درختان جنگلی از قبیل: کاج، ارس و ارغوان.

پوشش جانوری به شرح زیر:
- پستانداران: بزکوهی، گراز، کفتار، گرگ، شغال، روباه، خرگوش.
- پرندگان: هدهد، تیهو، سیاه سینه، کبک، قوش، عقاب، زاغ، کلاغ، جغد، دم جنبانک، بلبل.
- خزندگان: انواع مارها (کبرا، افعی، کفچه، شتری مار، مار جعفری)، مارمولک

## محصول‌های مهم و سوغات شاندیز
مهم‌ترین محصول تولیدی باغی در این شهر گیلاس است. سوغات مهم این شهر، صنایع دستی و به ویژه پوستین‌دوزی است. پوست و محصولات پوستی سوغات معروف و ناب این شهر است و کلیه محصولات پوستی مانند کت و کلاه و … از شهر شاندیز به دیگر شهرهای ایران ارسال می‌گردد. غذای معروف شاندیز، شیشلیک است، که توسط خاندان‌های ایزدی و صفدری ثبت جهانی شده است، شاندیز رکورددار پخت طولانی‌ترین شیشلیک جهان به طول ۲۰۵ متر توسط خاندان ایزدی است.

## اماکن تاریخی، آثار باستانی و جهانگردی

### مراکز تفریحی
از مهم‌ترین مراکز تفریحی و دیدنی شهر شاندیز می‌توان به موارد زیر اشاره کرد:
- پارک جنگلی شاندیز در غرب شهر شاندیز[۲۴]
- مجموعه توریستی و گردشگری پدیده شاندیز
- خیابان آبشار
- موزه شهرداری شاندیز واقع در پارک جنگلی شاندیز

### آثار تاریخی
- مسجدجامع تاریخی شهر شاندیز
- درخت چنار کهنسال شاندیز

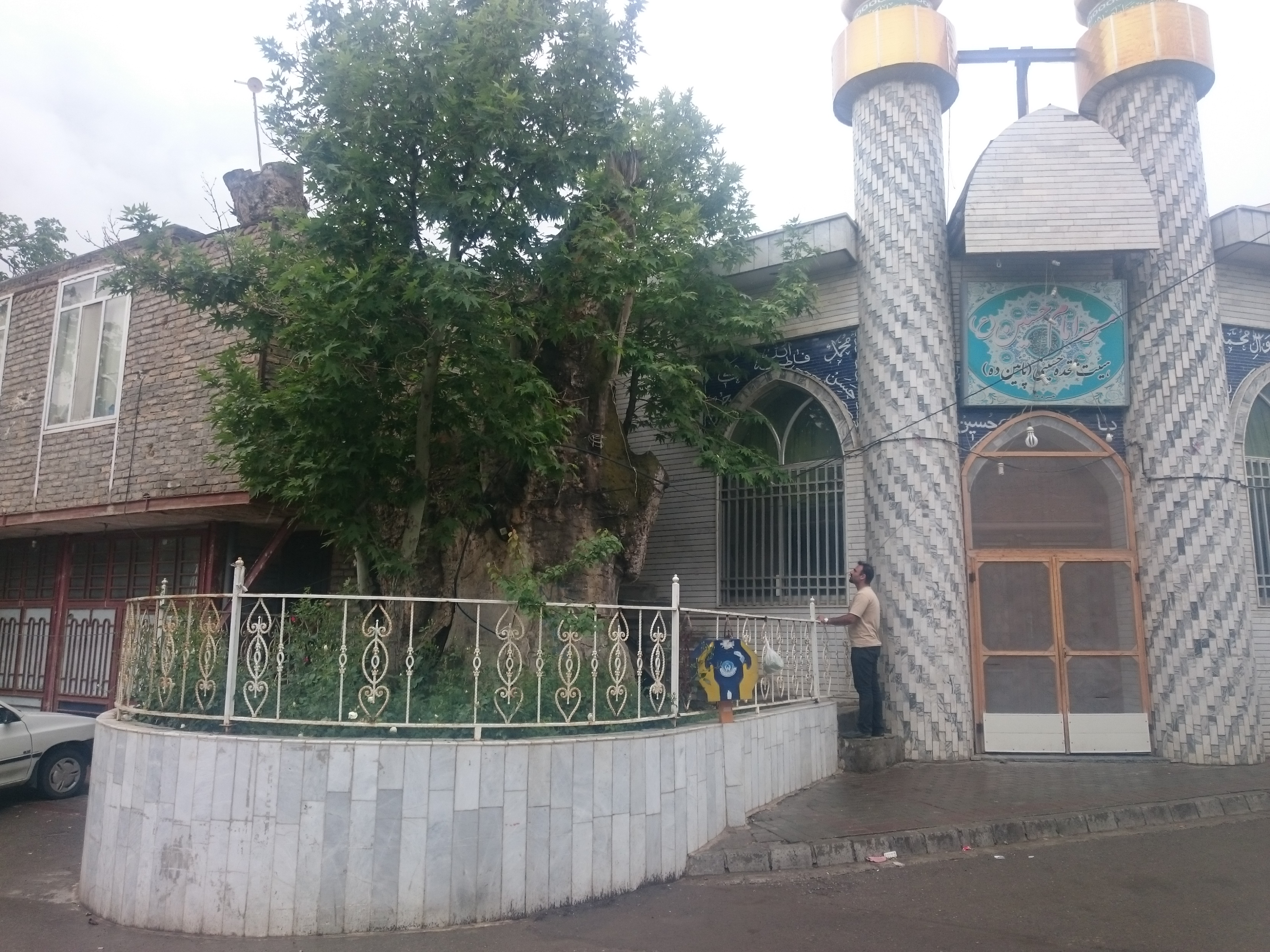
چنار کهنسالی در کوچهٔ نسترن شاندیز

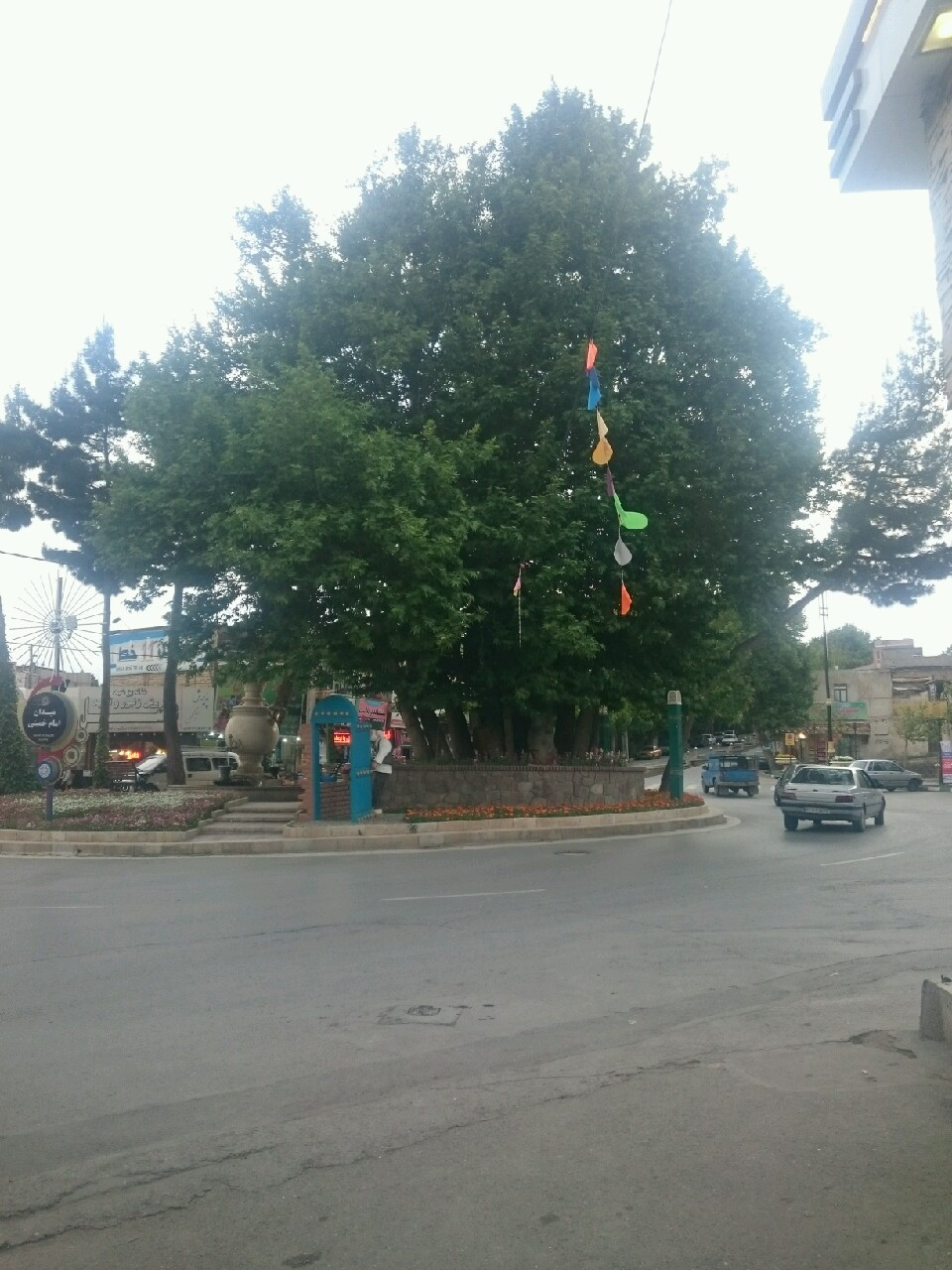
چنار کهنسال شاندیز در میدان امام خمینی (میدان قدیمی)

- بقایای قلعه تاریخی شاهاندژ شاندیز[نیازمند منبع]
- سنگ نگاره‌های باستانی دیزدر[۲۵][۲۶]

## راه‌های ارتباطی
مهم‌ترین راه ارتباطی شهر شاندیز مسیر آسفالته شاندیز-مشهد به طول ۲۰ کیلومتر می‌باشد و فرعی جاده حسن‌آباد به جاده سنتو از طرفی و از طرف دیگر به جاده شاندیز را می‌توان نام برد. راه شاندیز از طریق گراخک به گلمکان و از آنجا به چناران و از سمت جنوب شاندیز نیز از طریق نغندر به شهر طرقبه و از طریق کوه‌های زشک و بعد از عبور از خور به نیشابور منتهی می‌شود.

## ترکیب جمعیتی
شاندیز در آبان ۱۳۷۵ دارای ۳۶۴۳ نفر سکنه بالای ۶ سال بوده است. از این تعداد ۸۴٫۰۸ درصد باسواد بودند که شامل ۳۵٫۸۷٪ مرد و ۶۲٫۸۰٪ زن بوده است. در این سال ۵۹۳ نفر در مقطع ابتدایی، ۳۹۲ نفر در مقطع راهنمایی، ۳۰۰ نفر در مقطع متوسطه و ۵۷ نفر در دانشگاه‌ها مشغول تحصیل بوده‌اند. در سرشماری آبان ۱۳۸۵ شهر شاندیز دارای ۱۱۰۰۰ نفر سکنه بوده که از این تعداد ۵۱۴۹ نفر باسواد شامل ۲۷۴۹ نفر مرد و ۲۴۰۰ نفر زن بوده‌اند. همچنین ۵۶۹ نفر بی‌سواد که ۲۱۵ نفر مرد و ۳۴۵ نفر زن بوده است. مردم شاندیز ایرانی‌تبار بوده و به زبان فارسی صحبت می‌کنند. گویش مردم شاندیز از مجموعه گویش‌های خراسانی است.

## اقتصاد
اقتصاد شهری شاندیز بر پایه بیشتر باغداری، کشاورزی، گردشگری، اداری و خدماتی است. از قدیم هم معیشت عمده مردم شهر شاندیز باغداری و خدمات توریستی بوده و مشاغل و بخش‌های دیگر اقتصادی در آن توسعه کمتری پیدا کرده است.

## محلات و مناطق شهری
از محلات و مناطق مهم شهری شاندیز می‌توان به پاچنار، گورگاه، خادر، ارچنگ، سرخاندیز، محله، کاریز نو، پشته قلمکار، قلعه کهنه، قُرقی و سرآسیاب، حصارسرخ، صدرِ رضوی، فرهنگیان، فرش، مسکن مهر، ابرده … اشاره کرد.